# 焦硫酰氯
焦硫酰氯是一种无机化合物，化学式为S
2O
5Cl
2。它可由三氧化硫和四氯化碳反应制得：
2SO
3 + CCl
4  →  S
2O
5Cl
2 + COCl
2
或由不生成光气的其它方法制得，如三氧化硫和硫酰氯反应得到：
SO
3 + SO
2Cl
2 → S
2O
5Cl
2
它是高折射率的无色浓稠液体，具有刺激性气味，易水解。